# リンカーントンネル

ハドソン川水底の経路

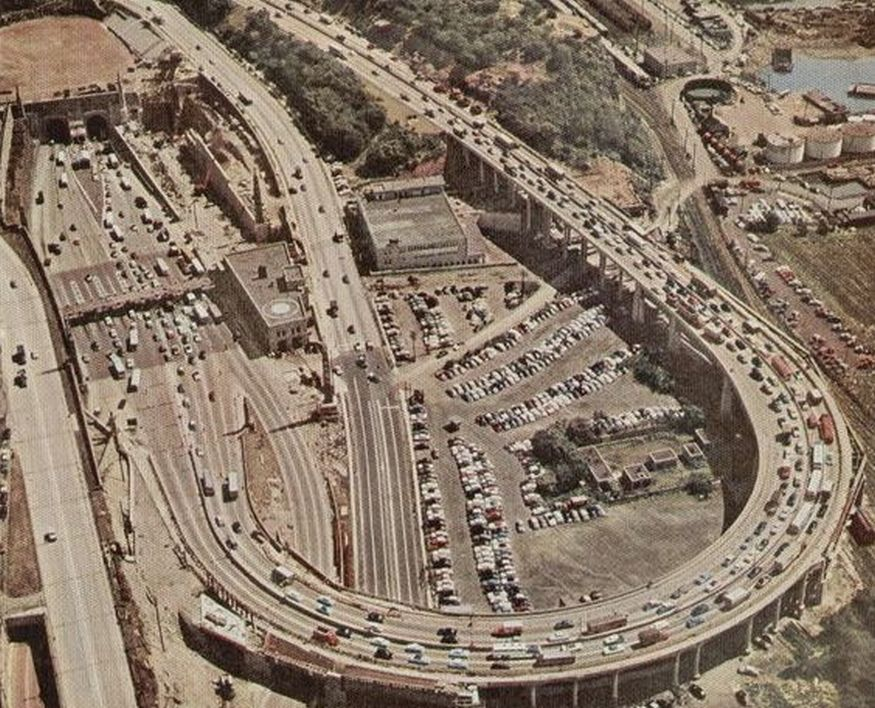
南坑道が建設中の1955年におけるウィーホーケン側の入口

リンカーントンネル（英: Lincoln Tunnel）は、アメリカ合衆国ニュージャージー州ウィホーケンとニューヨーク市ミッドタウン間のハドソン川直下を全長約2.4kmにわたって結ぶ3本の水底トンネルの総称。ニューヨーク大都市圏を構成する基幹交通体系の一部で、ノルウェー出身の土木技師オーレ・シングスタッドが設計し、アメリカ合衆国大統領エイブラハム・リンカーンにちなんで命名された。ホランドトンネルと並んでハドソン川を渡る2本の自動車用水底トンネルの一つである。リンカーントンネルの一日平均自動車通行台数は約10万8000台に達する。
1937年に最初の中央坑道（全長2504m）、続いて1945年に北坑道（全長2281m）、そして1957年に最後となる南坑道（全長2440m）が開通した。
トンネルの所属路線は西半分がニュージャージー州道495号、東半分がニューヨーク州道495号の各一部である。

## 歴史
計画段階ではミッドタウン自動車トンネルと命名される予定であったが、偉人の名を冠したジョージ・ワシントン・ブリッジの例に倣い、計画担当者によって最終的にエイブラハム・リンカーンにちなんだ名称に決定した。
オーレ・シングスタッドによって設計されたこのトンネルは、ニューディール政策の一環で設立された公共工事局からの資金を利用している。1934年3月に最初の坑道が着工した。開通は1937年12月22日で、現在の貨幣価値で10.6ドルに相当する0.5ドルの通行料金を徴収していた。建設費は現在の貨幣価値で19.36億ドルに相当する8500万ドルを要している。
当初の設計では坑道は2本のみであった。2本目の建設工事は1938年に一旦中止され、1941年に再開しているが、その後も大戦の煽りを受けた金属資材不足により、完成が2年遅れている。1945年2月1日に開通式が行われ、オメロ・カタン（ミスターファーストの異名で知られ、526を超える施設の開業で「最初の人」となった）の兄であるマイケル・カタンが最初にトンネルを通り抜けた一般人となった。
交通需要の増大を受け、3本目の坑道の建設がニューヨーク・ニュージャージー港湾公社により提案されるが、増大する交通量に応じた道路整備の財源にすべく、港湾公社を傘下に置こうとしていたニューヨーク市が反対を表明する。最終的に市が妥協する形で、1957年5月25日に3本目の坑道が2つのトンネルの南側に開通した。このため、ニュージャージー側では3本の坑口が1か所で並んでいるのに対し、ニューヨーク側では北坑道の坑口が他の2本より1街区西側、10番街に面した38丁目と39丁目の間にある。
2012年はリンカーントンネルの開通75周年であり、ジャージーシティのホランドトンネルの開通85周年にあたる年でもあるため、ホーボーケン歴史博物館のメインギャラリーでは「Driving Under the Hudson: The History of the Holland and Lincoln Tunnels」と銘打ち、2つのトンネルの歴史や地域に与えた影響を探る展示を開催した。この展示設計は、2011年に著書『Crossing Under the Hudson: The Story of The Holland and Lincoln Tunnels』を出版したラトガース大学のアンガス・ガレスピ教授である。

## 運営

### 通行料金
2014年12月7日時点の通行料金は、ニュージャージーからニューヨーク方向のみの課金であり、逆のニューヨークからニュージャージー方向は無料である。現金の場合は一律14ドルであるが、E-ZPass利用の場合はピーク時（平日6-10・16-20・休日11-21）が四輪車11.75ドル、二輪車10.75ドルであり、非ピーク時が四輪車9.75ドル、二輪車8.75ドルである。
2015年12月6日以降の通行料金は、ニュージャージーからニューヨーク方向のみの課金であり、逆のニューヨークからニュージャージー方向は無料である。現金の場合は一律15ドルであるが、E-ZPass利用の場合はピーク時（平日6-10・16-20・休日11-21）が四輪車12.50ドル、二輪車11.50ドルであり、非ピーク時が四輪車10.50ドル、二輪車9.20ドルである。
| 年            | 料金      | 2023年現在の 貨幣価値 | 備考       |
| ------------- | --------- | --------------------- | ---------- |
| 1937年–1970年 | 0.50ドル  | 3.92ドル – 10.6ドル   | 各方向     |
| 1970年–1975年 | 1.00ドル  | 5.66ドル – 7.85ドル   | 東行きのみ |
| 1975年–1980年 | 1.50ドル  | 5.55ドル – 8.49ドル   | 東行きのみ |
| 1980年–1987年 | 2.00ドル  | 5.36ドル – 7.4ドル    | 東行きのみ |
| 1987年–1991年 | 3.00ドル  | 6.71ドル – 8.05ドル   | 東行きのみ |
| 1991年–2001年 | 4.00ドル  | 6.88ドル – 8.95ドル   | 東行きのみ |
| 2001年–2008年 | 6.00ドル  | 8.49ドル – 10.32ドル  | 東行きのみ |
| 2008年–2011年 | 8.00ドル  | 10.84ドル – 11.32ドル | 東行きのみ |
| 2011年–2013年 | 12.00ドル | 15.7ドル – 16.25ドル  | 東行きのみ |
| 2013年–2014年 | 13.00ドル | 16.73ドル             | 東行きのみ |
| 2014年–2015年 | 14.00ドル | 18ドル                | 東行きのみ |
| 2015年–       | 15.00ドル | 19.04ドル             | 東行きのみ |